# Чаплино (Тверская область)
Чаплино — деревня в Калязинском районе Тверской области, входит в состав Алфёровского сельского поселения.

## География
Деревня находится на левом берегу реки Жабня, с юга примыкает к райцентру городу Калязин.

## История
В конце XIX — начале XX века деревня являлась центром Степановской волости Калязинского уезда Тверской губернии. 
С 1929 года деревня являлась центром Чаплинского сельсовета Калязинского района Кимрского округа Московской области, с 1935 года — в составе Калининской области, с 1994 года — в составе Алфёровского сельского округа, с 2005 года — в составе Алфёровского сельского поселения.

## Население
| 1859 | 1888 | 2002 | 2010 |
| ---- | ---- | ---- | ---- |
| 314  | ↗325 | ↘68  | ↘58  |